# Ярославицька волость
Ярославицька волость — історична адміністративно-територіальна одиниця Дубенського повіту Волинської губернії з центром у селі Ярославичі.
Станом на 1886 рік складалася з 23 поселень, 7 сільських громад. Населення — 6299 осіб (3060 чоловічої статі та 3239 — жіночої), 630 дворових господарства.
|                     | Площа, десятин | У тому числі орної, дес. |
| ------------------- | -------------- | ------------------------ |
| Сільських громад    | 7227           | 5924                     |
| Приватної власності | 6409           | 3857                     |
| Казенної власності  | 1446           | —                        |
| Іншої власності     | 448            | 362                      |
| Загалом             | 15530          | 10143                    |

### Основні поселення волості
- Ярославичі — колишнє власницьке село при річці Тишиця за 32 версти від повітового міста, 406 осіб, 68 дворів, православна церква, школа, поштова станція, постоялий будинок, водяний млин.
- Боремець (Боржелиць) — колишнє власницьке село при річці Стир, 370 осіб, 47 дворів, православна церква, постоялий будинок.
- Великі Городищі — колишнє власницьке село, 175 осіб, 24 двори, постоялий будинок, водяний млин.
- Залав'я — колишнє власницьке село, 300 осіб, 40 дворів, православна церква, постоялий будинок, водяний млин.
- Лагодівка — хутір, присілок Малих Рікан.
- Малі Городищі — колишнє власницьке село, 150 осіб, 21 двір, православна церква, постоялий будинок.
- Малі Рікани — колишнє власницьке село, 186 осіб, 22 двори, православна церква, постоялий будинок.
- Надчиці — колишнє власницьке село при річці Залужній, 245 осіб, 35 дворів, православна церква, постоялий будинок, водяний млин.
- Свищів — колишнє власницьке село, 190 осіб, 22 двори, православна церква, постоялий будинок, водяний млин.
- Ставрів — колишнє власницьке село, 275 осіб, 34 двори, православна церква, постоялий будинок, водяний млин.
- Торговиця — колишнє власницьке містечко при річках Іква та Стир, 320 осіб, 31 двір, православна церква, синагога, єврейський молитовний будинок, 6 ярмарків на рік.
- Чекно — колишнє власницьке село, 177 осіб, 25 дворів, православна церква, постоялий будинок, водяний млин.
- Яловичі — колишнє власницьке село при річці Стир, 122 особи, 19 дворів, православна церква, костел.

## Після 1920р.
Волость існувала до 1920 р. у складі Дубенського повіту Волинської губернії. 18 березня 1921 року Західна Волинь анексована Польщею. У Польщі існувала під назвою ґміна Ярославіче Дубенського повіту Волинського воєводства в тому ж складі, що й до 1921 року. 
1 квітня 1929 р. колонію Воля Риканська вилучили з гміни Ярославичі Дубенського повіту і приєднали до гміни Полонка Луцького повіту.
На 1936 рік гміна складалася з 31 громади:
1. Боремець — село: Боремець та лісничівка: Боремець;
2. Чекно — село: Чекно та військове селище: Чекно;
3. Хоробровичі — колонії: Хоробровичі й Султанівка;
4. Городниця Мала — село: Городниця Мала;
5. Городниця Велика — село: Городниця Велика;
6. Яловичі — село: Яловичі;
7. Ярославичі — село: Ярославичі, військове селище: Ярославичі та колонія: Рудецька;
8. Кальнятичі — село: Кальнятичі та колонія: Вільмазів;
9. Княгининок — село: Княгининок;
10. Ледухівка — колонія: Ледухівка;
11. Лихачівка — село: Лихачівка;
12. Лагодівка — колонія: Лагодівка;
13. Надчиці — село: Надчиці;
14. Перекладовичі — село: Перекладовичі;
15. Підгайці — село: Підгайці;
16. Підлісці — село: Підлісці;
17. Підлісці — колонія: Підлісці;
18. Підлозці — село: Підлозці I;
19. Підлозці — село: Підлозці II;
20. Рикані Малі — село: Рикані Малі;
21. Рикані Великі — село: Рикані Великі;
22. Ставрів — село: Ставрів;
23. Свищів — село: Свищів та військове селище: Уланська Доля;
24. Торговиця — колонія: Торговиця;
25. Торговиця — містечко: Торговиця;
26. Топілля — село: Топілля та військове селище: Топілля;
27. Ворсунь — село: Ворсунь;
28. Вигода — колонія: Вигода;
29. Залав'я — село: Залав'я;
30. Завалля — село: Завалля.

Після радянської анексії західноукраїнських земель ґміна ліквідована у зв'язку з утворенням районів.